# Língua kankanaey
Kankanaey (ou Kankana-ey) ié uma língua Cordilheira Sul-Central pertencente à família das línguas austronésias falada na ilha de Luzon, Filipinas principalmente pelo povo Kankanaey . É muito usada na Região Administrativa de Cordillera junto com a língua ilocana, principalmente pelas pessoas dea Província de Montanha e pelo povo das áreas do norte de Benguet. Kankanaey tem uma ligeira intelibilidade mútua com o Ilocano.

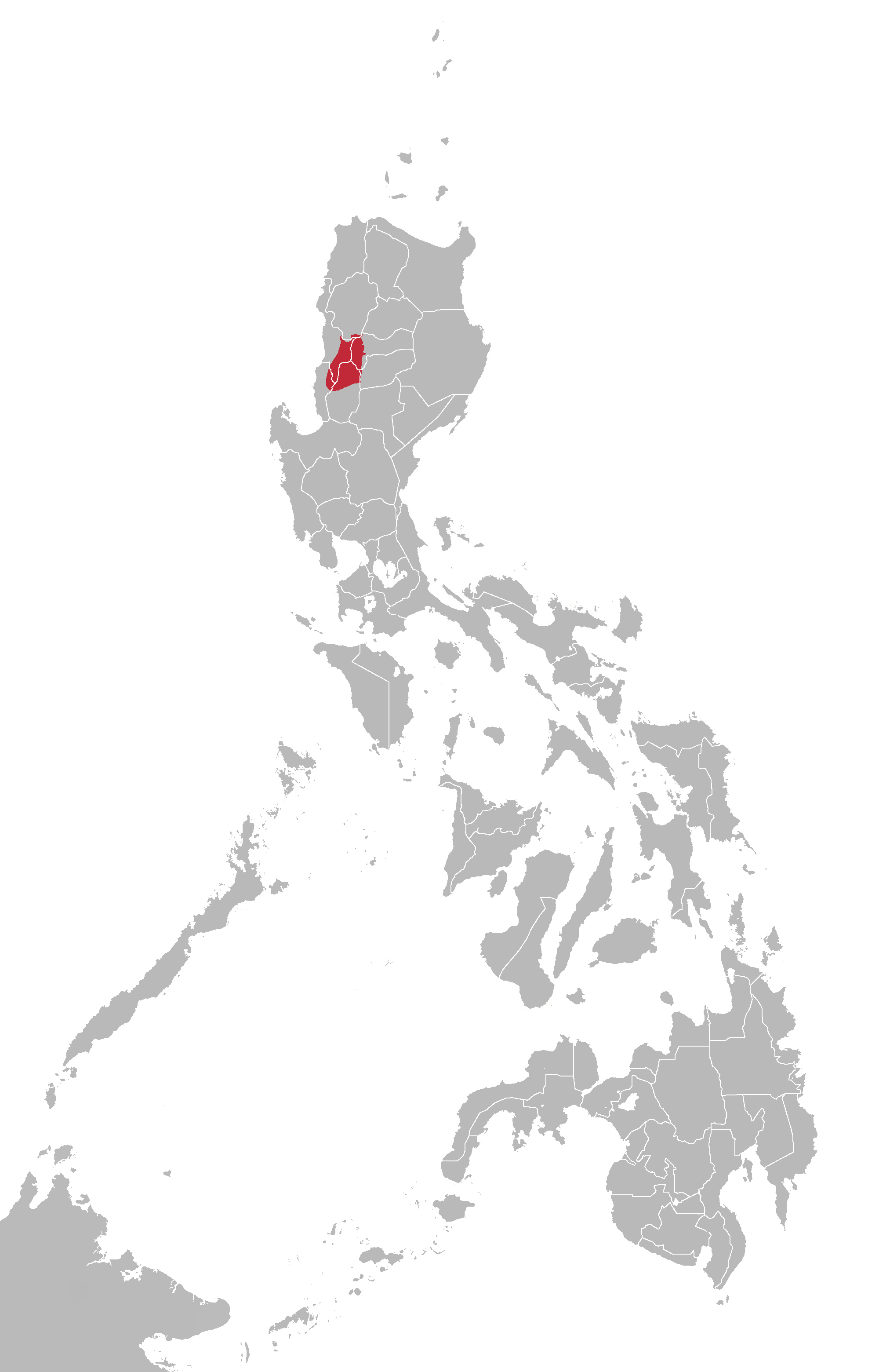
Área onde a língua Kankanaey Norte, mas não Maeng Itneg) é falada, conforme Ethnologue

## Escrita
A língua Kankanaey usa uma forma do alfabeto latino que não apresenta as letras C, J, Q, V, X, mas usa as formas Ly, Ny, Ng, Ts.
Nota:Esta língua não deve ser confundida com uma relacionada, mas diferente, a **Kankanay** da área Sagada.

## Fonologia
Uma interessante característica da fonologia da língua é a presença da letra I barrada (conforme IPA). É uma vogal não arredondada, alta (fechada) e medial, como é pronunciada a letra E e não como o som do E aberto (é do português. Essa é também uma das vogais em de outras línguas Luzon Norte como Inokoko e Pangasinan.
Algumas palavras com esse som são:
emmey – ir (verbo)
entako – Vamos! (let’s go) (forma contra em contração de emmey tako)
ed – preposição de localização ou de tempo (Exemplo: ed Baguio = em Baguio,  ed nabbaon = há muito tempo)
ippe-ey - colocar
eng-gay – Só isso, acabou

## Amostra de texto
Pai Nosso 
Ama mi ay wada ed langit, madaydayaw koma din nasantoan ay ngadan mo. Domteng koma din panturayam isnan daga ta say matongpal din laydem isnan daga ay kaman ed langit. Iyaam dakami ed wani sin kanen ay kasapolan mi. Pakawanem din basbasol mi, tan pinakawan mi abe din binmasol en dakami. Bomadang ka abe ta adi kami masolsolisog mo adi et mailisi kami si lawa.